# Ainodake
Der Ainodake (japanisch 間ノ岳 Ainodake; bisweilen auch Aino-dake transkribiert) ist ein Berg im Akaishi-Gebirge und mit einer Höhe von 3190 m zusammen mit dem gleichhohen Hotaka-dake der dritthöchste Berg Japans. Er liegt in der Region Chūbu innerhalb des Gebietes des Minami-Alpen-Nationalparks auf der Grenze zwischen den Präfekturen Shizuoka und Yamanashi. Innerhalb des Akaishi-Gebirges liegt der Ainodake etwa 3 km südlich des Kita-dake (北岳), dem mit 3193 m höchsten Berg der Gebirgskette. Zusammen mit dem Nōtori-dake (農鳥岳) im Süden werden diese drei Berge als Shiranesanzan (白峰三山) bezeichnet.
Der Ainodake wird in dem bekannten Buch 100 berühmte japanische Berge (日本百名山, Nihon Hyakumeizan) aufgelistet.

## Geschichte
- 1904 (Meiji 37) – Der Engländer Walter Weston besucht Japan erneut und besteigt den Ainodake, Kita-dake, Hōō-san und Senjōgatake[2]
- 1908 (Meiji 41), 26. Juli – Kojima Usui (小島烏水) und andere durchqueren die Shiranesanzan von der Südseite bis zum Gipfel[3]
- 1925, 22. März – Vier Bergsteiger, darunter Nishibori Eizaburō (1903–1989) besteigen als Erste den Gipfel während der Schneesaison[3]
- 1964, 1. Juni – Ausweisung des Minami-Alpen-Nationalparks
- 1997 – Auswahl als einer der 100 berühmtesten Berge in Yamanashi
- 2014, 1. April – das Kokudo Chiriin überarbeitete die Höhe auf der Grundlage des neuesten Satellitenpositionierungssystems (GNSS-Vermessung) und machte den Gipfel zusammen mit Okuhotaka-dake zum dritthöchsten Gipfel Japans[4]

## Bergsteigen
Der Ainodake ist der mittlere der drei Berge die als Shiranesanzan bezeichnet werden. Die anderen beiden sind der Kita-dake im Norden und der Nōtori-dake im Süden. Im Westen liegt zudem der Mibu-dake. Es gibt Wanderwege entlang der Kammlinien in diese drei Richtungen. Da es keinen Pfad gibt der direkt am Fuße des Berges beginnt wird der Ainodake selten alleinstehend bestiegen. Stattdessen wird er häufig beim Überqueren der Bergkette Shiranesanzan mitgenommen.
| Bild | Name            | Höhe (m) | ab Ainodake Richtung und Distanz | Anmerkungen                      |
| ---- | --------------- | -------- | -------------------------------- | -------------------------------- |
|      | Kaikomagatake   | 2967     | 12,5 km nach Norden              | in 100 berühmte japanische Berge |
|      | Hōō-san         | 2840     | 9,3 km nach Nordosten            | in 100 berühmte japanische Berge |
|      | Senjōgatake     | 3032.56  | 9,2 km nach Nordwesten           | in 100 berühmte japanische Berge |
|      | Kita-dake       | 3193     | 3,3 km nach Norden               | in 100 berühmte japanische Berge |
|      | Nakashirane-san | 3055     | 1,4 km nach Norden               |                                  |
|      | Ainodake        | 3189.50  | 0,0                              | in 100 berühmte japanische Berge |
|      | Mibu-dake       | 2999     | 0,9 km nach Westen               |                                  |
|      | Nōtori-dake     | 3025.90  | 2,9 km nach Süden                | in 200 berühmte japanische Berge |
|      | Shiomi-dake     | 3047     | 9,0 km nach Süden                | in 100 berühmte japanische Berge |
|      | Fuji-san        | 3776.24  | 55,3 km nach Südosten            | in 100 berühmte japanische Berge |

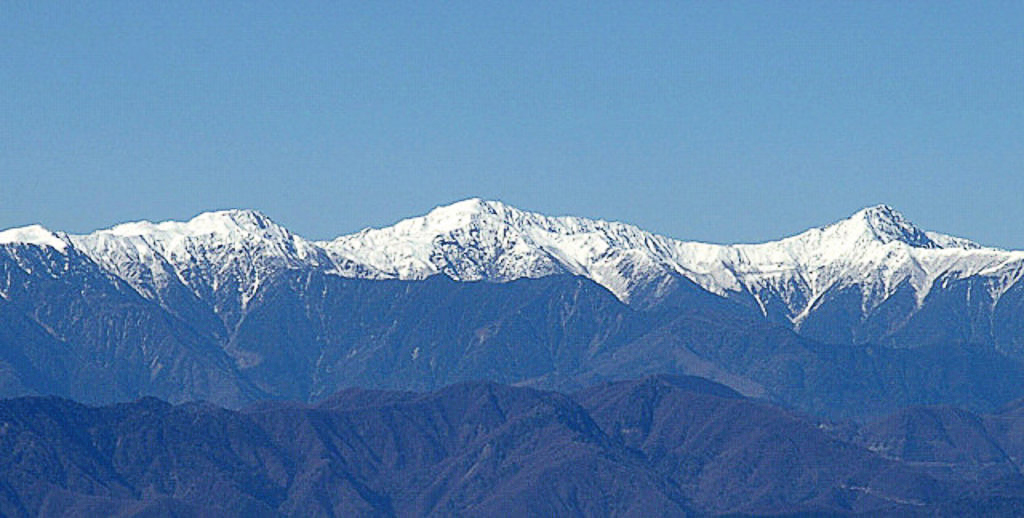
Blick von Kenashizan auf Shiranesanzan
von links: Nōtori-dake・Ainodake・Kita-dake

In der Umgebung der Shiranesanzan gibt es mehrere Berghütten und ausgewiesene Campingplätze.
| Bild | Name                                                | Lage | Höhe (m) | Kapazität Personen | Camping       | Referenz |
| ---- | --------------------------------------------------- | --- | -------- | ------------------ | ------------- | -------- |
|      | Noutori-Berghütte (農鳥小屋 Noutorigoya)            | Sattel zwischen Ainodake und der Westseite des Nōtori-dake                                                                | 2800     | 120                | 50 Zeltplätze |          |
|      | Kitadake-Berghütte (北岳山荘 Kitadakesansou)        | Sattel zwischen Kita-dake und Nakashiranesan                                                                              | 2900     | 150                | 80 Zeltplätze | [ 8 ]    |
|      | Kumanotaira-Berghütte (熊ノ平小屋 Kumanotaira-koya) | an der Hauptroute der Südalpen vom Shiramine-dake zum Shiomi-dake ca. 4–5 Stunden von Kita-dake oder Shiomi-dake entfernt |          | 70                 | 25 Zeltplätze | [ 9 ]    |

## Charakteristika
Flora und Fauna

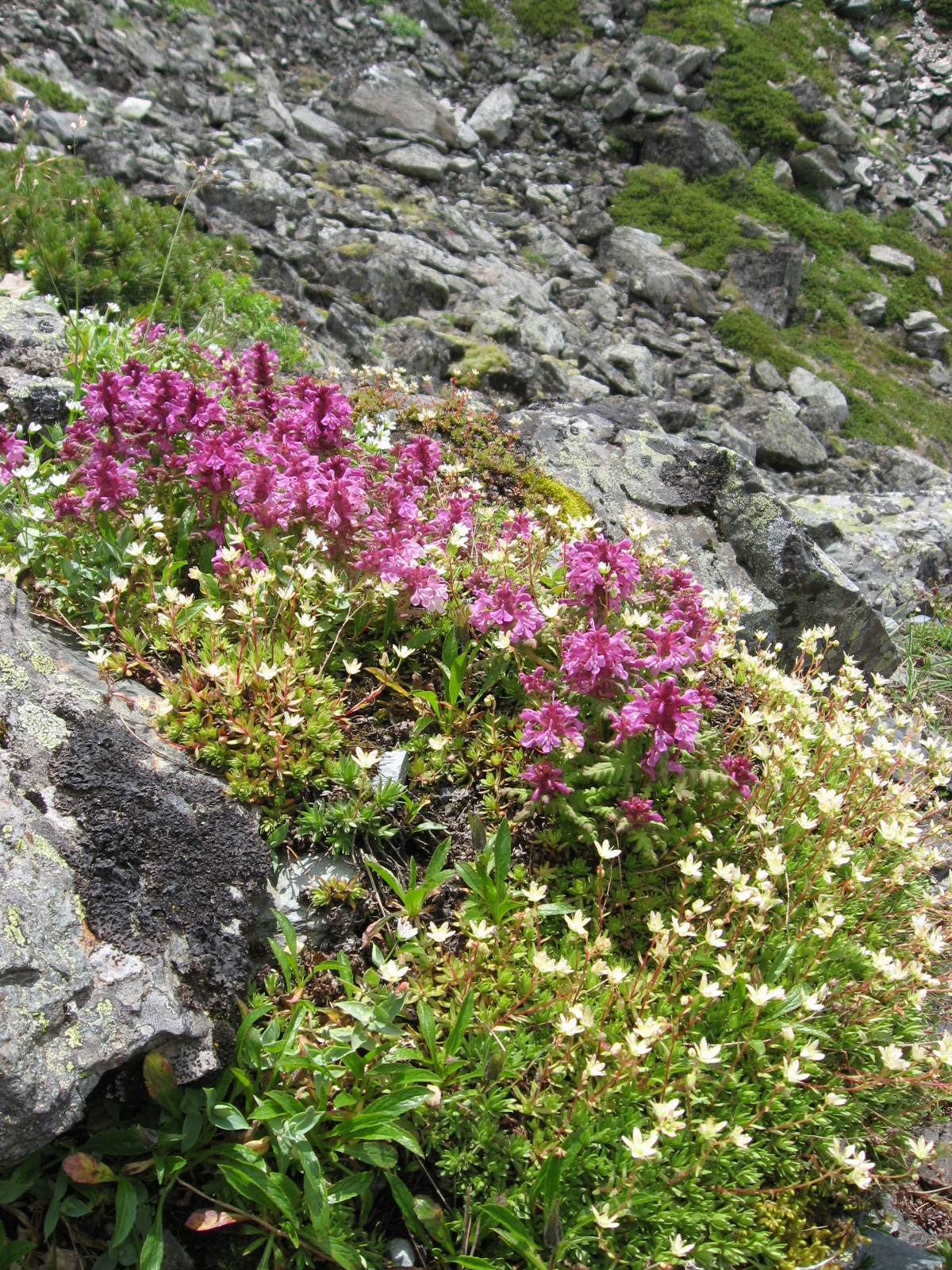
Alpenflora im Akaishi-Gebirge

Das Gebiet um den Ainodake steht als Teil des Minami-Alpen-Nationalparks unter Naturschutz. Die Baumgrenze liegt im Akaishi-Gebirge bei etwa 2700 m. Darüber finden sich Zwerg-Kiefern und Blumenwiesen mit typischer Alpenflora auf den Berghängen. Der Gipfel des Ainodake ist weitestgehend mit Schotter bedeckt und auf der Ostseite liegt bis in den Sommer Schnee. Bis zur oberen Wald- und Baumgrenze wachsen Nadelbäume wie Nordjapanischen Hemlocktannen (Kometsuga) und Veitchs Tannen (Shirabiso), sowie Ermans Birken und Japanische Lärchen.
Mehr als 30 Säugetierarten wurden im Gebiet der Südalpen bestätigt, darunter Asiatische Schwarzbären, Japanische Serau, Japanische Rotfüchse (Vulpes vulpes japonica), Japanmakaken, Sikahirsche, Alpenschneehühner, Tannenhäher und eine japanische Hermelin-Art.
|                             |                                |                   |                        |             |
| Ermans Birken im Herbstlaub | Lärchenwald im Akaishi-Gebirge | Japanischer Serau | Vulpes vulpes japonica | Tannenhäher |

Flüsse

Der Ainodake und die Shiranesanzan sind Quellgebiet für die Flüsse Arakawa (荒川) und Oigawa Higashimata (大井川東俣), einem Nebenfluss des Ōi (大井川 Ōi-gawa).

## Galerie

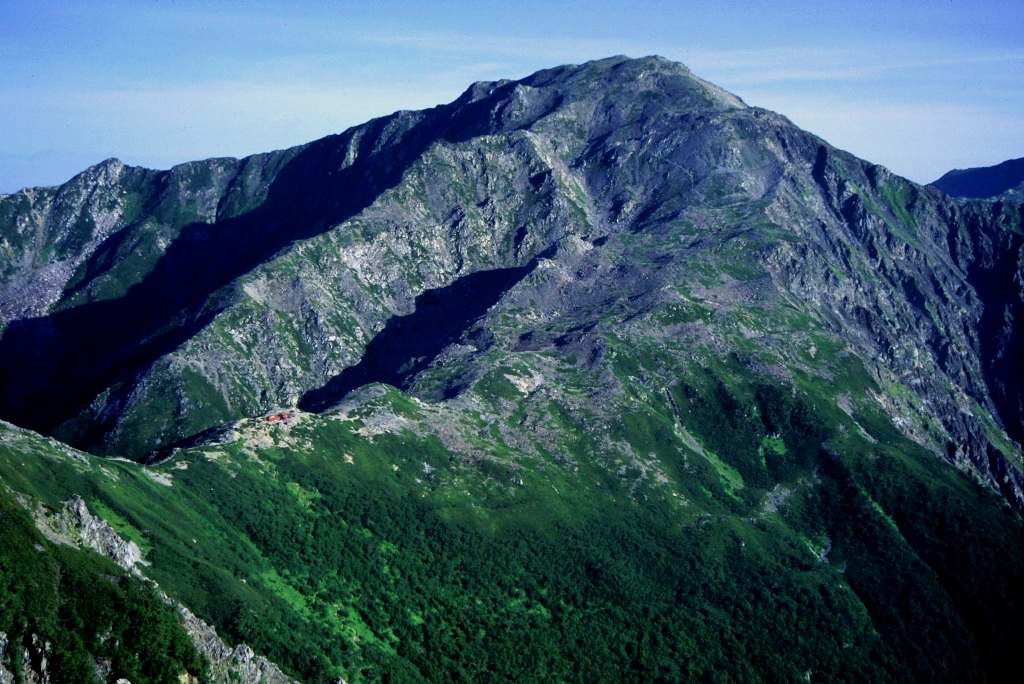
Ainodake von Nishinōtori-dake
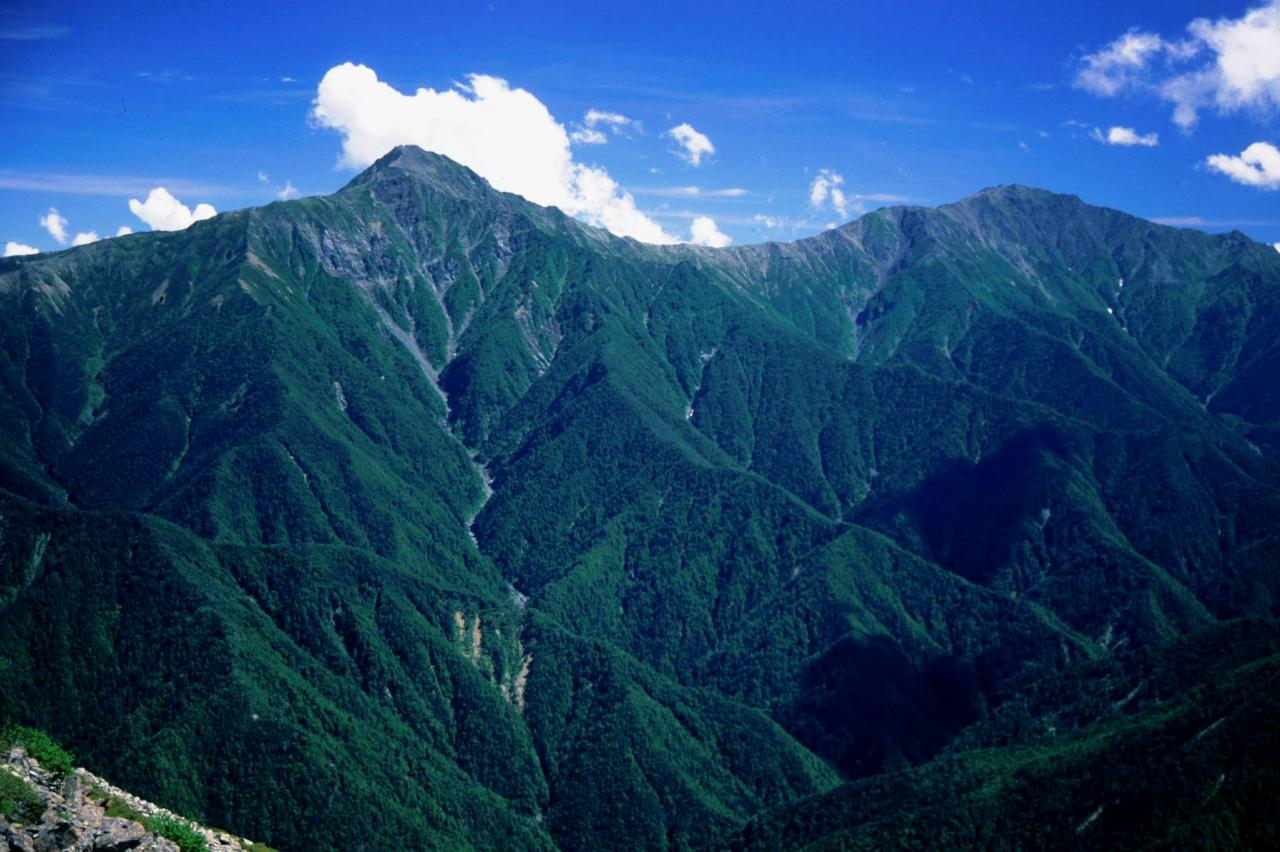
Kita-dake und Ainodake von Senjōgatake
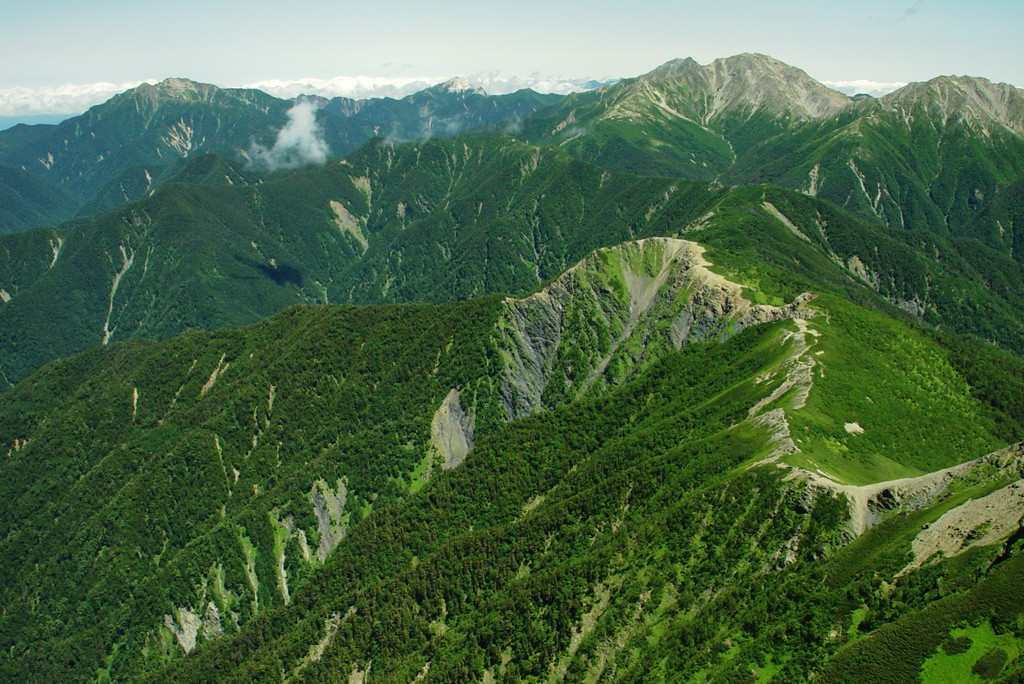
Akaishi-Gebirge von Shiomidake
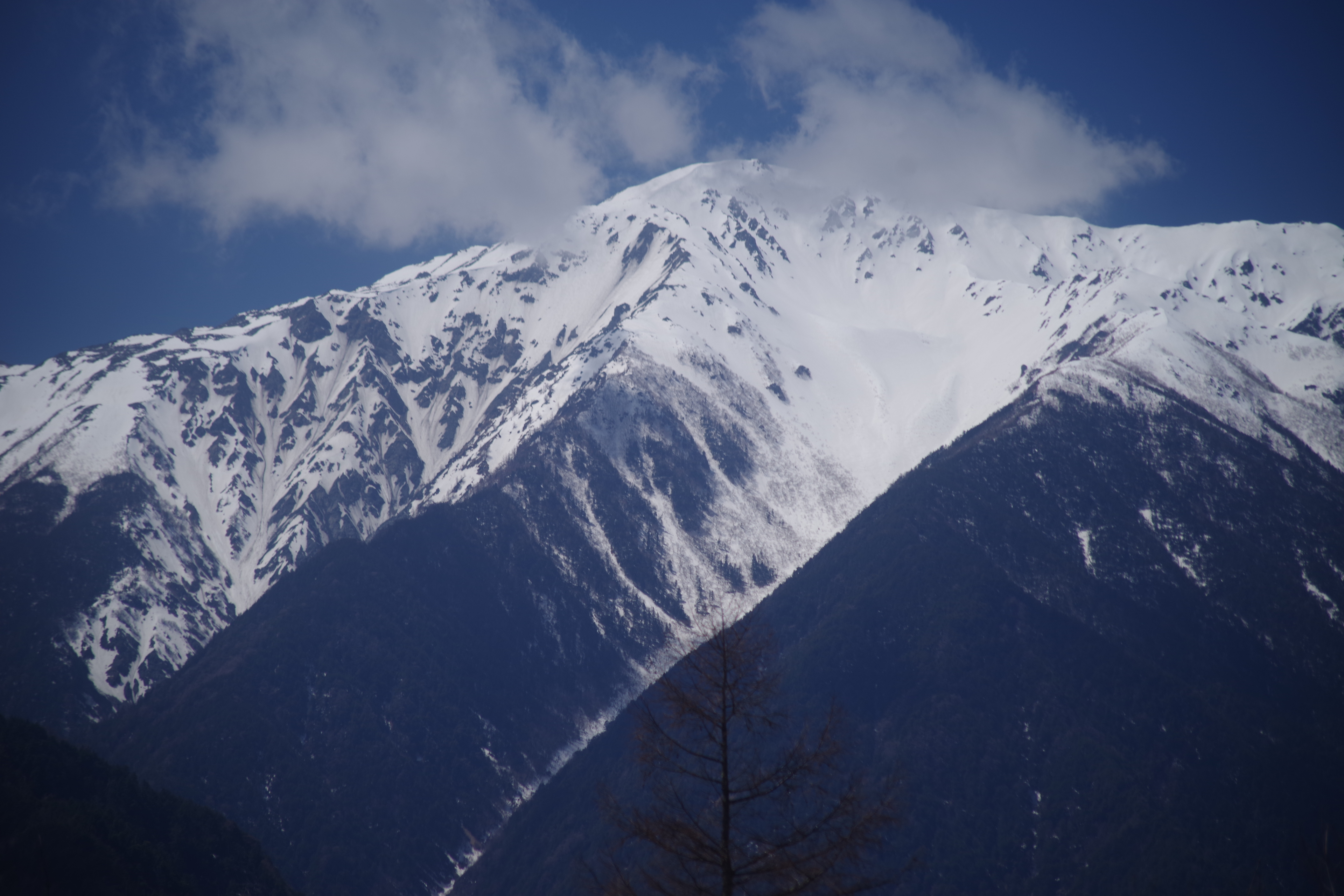
Blick vom Yashajin-Pass